# Благуша
Благуша је насеље у саставу Града Загреба. Налази се у четврти Сесвете. До територијалне реорганизације у Хрватској налазила се у саставу старе загребачке приградске општине Сесвете.

## Становништво
На попису становништва 2011. године, Благуша је имала 594 становника.

## Попис1991.
На попису становништва 1991. године, насељено место Благуша је имало 678 становника, следећег националног састава:
| Попис 1991.‍ | Попис 1991.‍ | Попис 1991.‍ | Попис 1991.‍ | Попис 1991.‍ |
| ----------- | ----------- | ----------- | ----------- | ----------- |
|             |             |             |             |             |
| Хрвати      | Хрвати      |             | 625         | 92,18%      |
| Муслимани   | Муслимани   |             | 1           | 0,14%       |
| непознато   | непознато   |             | 52          | 7,66%       |
| укупно: 678 |             |             |             |             |